# Geraldo de Oliveira
Geraldo de Oliveira, född 23 november 1919, död 26 maj 1996, var en friidrottare från Brasilien. Han deltog vid olympiska sommarspelen 1948 och olympiska sommarspelen 1952.